# Крум Дончев
Крум Дончев е български политик и автомобилен състезател, един от най-популярните пилоти в България. Четири пъти рали шампион на България (2003, 2004, 2009, 2010). Член на парламента в 45-то и 46-то обикновено Народно събрание, избран от листата и член на Парламентарна група "БСП за България".
Един от едва тримата българи, победители в Рали България (2008, 2014), печели два пъти, веднъж зад волана на състезателен автомобил Пежо 207 S2000, и веднъж с Ford Fiesta R5, като и двата пъти навигатор му е Петър Йорданов .
Шампион на европейска рали трофи купа на ФИА за 2014 година.
От средата на Сезон 2013, Дончев и Йорданов се състезават със състезателен автомобил Форд Фиеста R5.

## Биография
Роден на 6 септември 1978 г. в София, в семейството на бившия дългогодишен рали пилот Георги Дончев.
Средното си образование завършва в столичен механотехникум, специалност „Ел. машини и апарати“.
Още от малък е запален от автомобилния спорт. Първата му страст са картингите, но не участва официално в състезания.
През 1995 година, заедно с друга бъдеща звезда в рали спорта – Димитър Илиев, започва да посещава постоянно състезания, където помага на екипажите в подготовката за състезания.
След като завършва гимназиалното си образование, записва висше училище, а именно в Национална Спортна Академия. Завършва академията с висше образование, степен „магистър“.

### Кариера
Своята забележителна спортно-състезателната кариера започва през 1999 г., като участва в шампионата на Купа-Шкода Октавия, като взема участие в 8 състезания. В края на шампионата завършва втори в класирането за „Младежка купа“.

### 2000
Участва с „Пежо-306“ в шампионата на Европа и България на рали, както и националния шампионат на писта. Първи навигатор му е Румен Манолов (остава с него в продължение на 4 години).

### 2001
Печели Източноевропейската купа.

### 2002
Класация „Десетте най-добри автомобилисти на България за годината“, I място.

### 2003
Класация „Десетте най-добри автомобилисти на България за годината“, I място.

### 2004
I място в Националния рали шампионат (навигатор му е Стойко Вълчев).

### 2005
Носител на купата „Шампион на Южна Европа“.

### 2006
Състезава се с автомобил Субару Импреза Н12, произведен от „Продрайв“ – Англия – пълна международна спецификация. В края на сезон 2006, „Donchev Sport“ извоюва най-големия си успех – заедно със Стойко Вълчев стават европейски вицешампиони..

### 2007
Заменя автомобила Субару Импреза Н12 с Мицубиши Лансер Ево9, с който постигат второ място в Националния рали шампионат.

### 2008
Става едва третия български пилот, спечелил старт от най-престижното рали в страната – Рали България, зад волана на Пежо 207 S2000. След това печели рали Стари столици, рали Сливен и рали Твърдица. . Печели „Рали Сърбия“.
През същата година печели Източноевропейската купа.

### 2009
Виж основната статия: Крум Дончев през сезон 2009

Екипажът спечелва всички състезания през годината (Рали „Траянови Врата“, Рали „Вида“, Рали „Стари Столици“, в Рали „България“ е втори, но е най-високо класирал се български екипаж, и Рали „Хеброс“), с изключение на Рали Сърбия, което дава точки за националния шампионат.

### 2010
През месец май стартира 43-то Рали „Сърбия“, което е част от родния рали шампионат. В много трудни условия, при силен дъжд и градушка, Дончев завършва първия състезателен ден като лидер в класирането. Във втория състезателен ден продължават с доброто си каране, оглавявайки надпреварата до четвъртия етап, когато автомобила им получава технически проблем заради дефектирала шайба на коляновия вал. Въпреки това екипажът успя да завърши отсечката, но губи много време, което е наваксано от следващите го в класирането. Екипа отстранява проблема, но загубеното време е невъзможно да се компенсира.[източник? (Поискан днес)]
Следващото състезание е Рали „България“, което през 2010 година е част от календара на Световния Рали шампионат WRC (World Rally Championship), поради което и етапите са удължени с около 100 км. Същевременно има и внесени промени в скоростните отсечки. Рали „България“ 2010, ще има 14 етапа, разпредени в три отделни дни, в които националният ни шампион ще мери сили с най-доброто в Световния рали елит.[източник? (Поискан днес)]
АСК „Дончев Спорт“ започна подготовката за ралито доста преди да бъде даден старта, в началото на месец юли. Благодарение на подготовката си, ревизията на автомобила и самочувствието на победител в това рали, Крум Дончев стартира с номер 43. Още с откриването на ралито, на преден план излизат множество сериозни организационни проблеми, засягащи само българските пилоти, участващи в ралито, което е част от националния шампионат, и на които е обещано да се състезават по регламента от националното рали. От Световната организация отказват, принуждавайки екипите да спазват правилата от Световния Рали шампионат, да закупят гуми от Пирели (Крум Дончев и повечето пилоти се състезават с BF Goodrich), които са единствен оторизиран доставчик на гуми за шампионата и да сменят горивото си с такова, одобрено от ФИА. Така, освен че трябва да се състезават с гуми, с които не са свикнали, екипажите изразходват голяма част от бюджетите си за тези излишни разходи.
Още в първия ден автомобила на Крум Дончев получава сериозна техническа повреда, като в СЕ „Белмекен“ чупи преден диференциал.
Въпреки че екипажа се завръща в сервизния парк и не завършва отсечката, те продължават да участват след отстраняване на аварията в ралито, по така наречения метод „Супер Рали“.

В интервю Крум Дончев споделя: 
| „ | Още в началото на третата отсечка се счупи предният диференциал на колата. Опитах да завърша отсечката, но за жалост това се оказа невъзможно. На 14-ия километър автомобилът вече не можеше да се движи, затова спряхме и се отказахме. | “ |

Във втория състезателен ден Дончев продължава да изпитва сериозни технически трудности със своя автомобил Пежо 207 S2000. Колата се държи добре едва в третия състезателен ден, в който Дончев\Йорданов постигат добри етапни времена, изпреварвайки с резултатите си заводски тимове от WRC шампионата като състезаващият се с Форд „Фиеста“ S2000 Хенинг Солберг.
Така в крайното класиране екипажът на АСК „Дончев-Спорт“ остава на четвърто място, след победителя Петър Гьошев (Мицубиши Лансер Ево 9), класиралите се на второ и трето място – Тодор Славов (Рено Клио R3) и Димитър Илиев (Шкода Фабия S2000).
След края на Рали „България“ Крум Дончев споделя:
| „ | Денят ни за щастие премина без технически проблеми. Постигнахме добро темпо. Една от целите ни бе с карането си да зарадваме многобройната публика на скоростните отсечки. Доволен съм, че постигнахме добри резултати спрямо Хенинг Солберг, побеждавайки го на някои отсечки. | “ |

След предизвикателството на Рали „България“, следва Рали „Сливен“ 2010. Крум Дончев се подготвя усилено преди ралито, започвайки 2 седмици по-рано подготовка. В самото рали водач в първите етапи е екипажа Димитър Илиев\Янаки Янакиев с Шкода Фабия S2000, но те получават повреда в двигателя, която не могат да отстранят и отпадат. Поемайки водачеството, Дончев не дава никакви шансове на преследвачите, спечелвайки втора победа за сезона и оглавявайки шампионата, два кръга преди края.
В Рали „Сливен 2010“ Дончев отново печели първото място, което дава щанс в оставащите две състезания до края на сезона, шампионът да защити своята титла от 2009 година.
На 10 октомври 2010 година, Крум Дончев побеждава убедително в Рали „Твърдица“ 2010, което му носи за четвърти път в кариерата най-престижното автомобилно отличие в страната – Рали шампион на България за 2010 година.
Дончев печели титлата през сезон 2010, след победи в ралитата „Траянови врата“, „Твърдица“ и „Сливен“, стават втори в Рали „Вида“, което им е достатъчно за титлата. Автомобила Пежо 207 S2000 е брандиран с нов спонсор-MABANOL.

### 2011
След титлата през сезон 2010 екипът на „Дончев Спорт“ сменя своя генерален спонсор с телекомуникационната компания „Глобул“, като променя името си на „Глобул Рали Тим“, а колата им „Пежо 207 S2000“ е брандирана в зеления цвят на мобилния оператор. В първия старт за 2011 година – Рали „Траянови врата“ в Панагюрище – победител става Димитър Илиев с автомобил „Шкода Фабия S2000“, а Крум Дончев завършва на второ място. Във втория старт от националния шампионат – Рали „Сърбия“ – екипажът на „Глобул Рали Тим“ има проблеми с електрониката и остава сред догонващите в ралито, проведено на 25 – 26 юни и отново спечелено от Димитър Илиев.
42-рото Рали „България“ се провежда на 9 – 10 юли и в него отборът на Дончев пука гума през първия ден и остава на 7-о място в генералното класиране. Въпреки неудачите Дончев дава всичко от себе си за да настигне движещият се пред него Игнат Исаев, но без успех. Победител в ралито става италианецът Лука Росети с автомобил „Фиат Абарт Grande Punto S2000“.
Отборът на Крум Дончев завършва сезона на второ място, непосредствено зад шампиона Димитър Илиев.

### 2012
Отборът на GLOBUL Rally Team е силно мотивиран за сезон 2012. Преди началото на Българския рали шампионат Крум Дончев, Петър Йорданов и екипът участваха с тяхното Пежо 207 S2000 в сръбската надпревара Рали „Белград“, като част от подготовката им за предстоящия сезон да премине в реални състезателни условия.
След победата им, тяхната програма се насочва към родния рали шампионат, в който постигат победа в Рали „Сърбия“ (част както от сръбския рали шампионат, така и българския). В крайното класиране Дончев и Йорданов стават шампиони в Сръбския шампионат, а в националния шампионат завършват на втора позиция.

### 2013
В календара на БФАС за сезон 2013 са поместени седем кръга от Българския рали шампионат, но до последно не се знае дали всички от тях ще се състоят основно заради проблеми с брой състезатели, заявили участие, финанси и т.н.
- Първото състезание през сезона е Рали „Хеброс“. Церемониалният старт е даден на 14 юни от 20:00ч. на територията на Международен панаир в Пловдив. По-късно на същото място се проведе и първият суперспециален етап СЕ „Пловдив“, в който екипажът Крум Дончев/ Петър Йорданов записа второ време. Същинската част от състезанието започва на 15 юни (събота) с нови 7 етапа, в които екипажът на GLOBUL Rally Team спечели 5 от тях в борба за първото място. При преминаването на СЕ „Яврово“ 2 автомобилът Пежо 207 S2000 получава повреда, която бе отстранена по време на първата сервизна зона. Още в следващия етап Дончев и Йорданов записаха най-добро време, което ги приближи до лидерите в класирането Димитър Илиев\Янаки Янакиев. В крайна сметка много малко не достигна на екипажа, за да се класира на челно място.

- 44-то Рали „България“ е спечелено от украинския пилот Александър Салюк (състезава се за отбор от Казахстан, навигатор Йевхен Червоненко, Skoda Fabia S2000). Втори на 20.0 секунди финишира националният шампион за 2012 и двукратен победител в надпреварата Димитър Илиев (Skoda Fabia S2000), а трети остава Крум Дончев. Още по време на ралито Дончев обявява, че отбора ще има нов състезателен автомобил, подготвен от британската фирма „М-СПОРТ“, а именно Форд Фиеста R5.
- Рали „Твърдица-Елена“ се провежда със специален етап „Детелината“, в който Дончев/Йорданов постигат първо време. При преминаването на най-дългия етап от ралито, екипажът Дончев и Йорданов имат проблем със спирачките, който е отстранен в последвалата сервизна зона. В края на състезанието Крум Дончев и Петър Йорданов финишират на второ място в състезанието.

- Единствено рали от родния шампионат което отпада е Рали Сърбия (кръг от родния шампионат), което не се провежда поради проблеми със сигурността[10]. За екипа на Дончев това е сериозен проблем, тъй като това е „прощъпулника“ на новия автомобил Форд Фиеста.
- В Рали „Сливен“ Крум Дончев постига първа победа с новия си автомобил, но радостта на отбора продължава само няколко часа. Екипът е дисквалифициран заради предполагаема нередност в автомобила им, установена от техническите комисари, а именно „За непозволено от правилата охлаждане на предните спирачки – отвеждане на въздух чрез тръби към спирачките“. След заседанието на НСТ и кореспонденция с ФИА, комисията отмени наказанието на отбора и победата е възстановена.
- По време на рали „Стари Столици“, последен кръг от Националния рали шампионат и от Балканската рали купа, Дончев и Йорданов спечелиха всички 3 етапа от деня, а през следващия ден нямат конкуренция и печелят състезанието безапелационно[11].

## Състезателни автомобили
През годините Крум Дончев се състезава с редица състезателни автомобили, включващи Пежо 306 Maxi, Шкода Октавия, Субару Импреза Н12, Мицубиши Лансер Ево9.

### Пежо 207 Super 2000
Титлата Рали шампион на България за 2009 година, спечелва със състезателен автомобил Пежо 207 Super 2000.
Машината е снабдена с двигател с обем 1998 см³, който достига 8500 об/минута, и развива максимална мощност 280 к.с. (209 кВт). Автомобилът е с четири задвижващи колела и 6-степенна скоростна кутия, свързана с двигателя посредством многодисков съединител.
Тази спортна версия на Пежо 207 се използва в PWRC, както и в няколко първенства в Европа. Шампионите за 2008 г. в Европейския шампионат, както и шампионите от 2007 и 2008 година в IRC се състезават с Пежо 207 Super 2000.
През април 2009 година се появяват слухове, че на базата на този автомобил, Пежо ще осъществи евентуално завръщане в Световния рали шампионат, но нищо все още не е потвърдено. Към края на 2009 година, Пежо-Ситроен остава само отбора на Ситроен в първенството.
Преди коледните празници, в традиционно провеждания от Прес-авто клуб – България конкурс „Автомобил на годината“, в който се гласува и за „Автомобилен пилот на годината“, Крум Дончев е избран за №1 в България.

### Форд Фиеста R5
От средата на сезон 2013 Крум Дончев се състезава с нов автомобил. Този клас автомобили (R5) е последната стъпка към WRC автомобилите и разликите между R5 и WRC е изключително малка. Крум Дончев постига първата си победа с новия автомобил на Рали Сливен.

## Извън автомобилният спорт
Извън автомобилният спорт, Дончев не остава чужд на страстта към високите спортове. Негово хоби е управлението на АТВ машина, което той често прави в близката Витоша. Друга негова страст е дрифтинга.
Обича да спортува и зимни спортове, кара още сноуборд и Уейкбординг.

## Личен живот
Крум Дончев е син на бившия дългогодишния рали пилот – Георги Дончев – бизнесмен и тим мениджър на екипа на Глобул Рали Тим, а неговият брат Емил Дончев е координатор в същия тим. Тримата са основатели на Дончев Спорт.
Дончев е семеен.